# Paradaemonia mayi
Paradaemonia mayi är en fjärilsart som beskrevs av Jordan 1925. Paradaemonia mayi ingår i släktet Paradaemonia och familjen påfågelsspinnare. Inga underarter finns listade i Catalogue of Life.